# 리틀 빗 오브 헤븐
《리틀 빗 오브 헤븐》(영어: A Little Bit of Heaven, 이전 제목 영어: Earthbound)은 2011년 공개된 미국의 로맨틱 코미디 드라마 영화이다. 니콜 커셀이 연출하고, 케이트 허드슨, 가엘 가르시아 베르날 등이 출연하였다.

## 줄거리
그녀의 인생, 막힘없이 화려한 쾌속 질주 중 청천벽력 같은 일이 일어났다
말리(케이트 허드슨 분)는 유쾌하고 시원한 성격에 친구들도 많고, 광고 회사 최연소 부사장을 맡을 만큼 능력도 인정받은 아름다운 커리어우먼이다.
평소 몸 상태가 좋지 않아 병원을 찾은 말리는 대장암 말기라는 시한부 인생을 선고받게 되고, 충격과 절망에 휩싸인 말리는 친구와 가족들에게 화도 내고 가시 돋힌 말로 상처 주고 점점 거리를 두게 된다.
말리에게 힘이 되는 유일한 사람은 그녀의 주치의 줄리언(가엘 가르시아 베르날 분). 죽음을 기다리며 살아가는 그녀의 인생에 나타난 마지막 사랑 줄리언, 그의 사랑을 받아들이며 말리는 진짜 천국을 만나게 된다.
말리는 힘들어하는 자신을 묵묵히 바라보고 응원해준 가족과 친구들을 찾아가 그동안 하지 못했던 이야기들을 전하며 세상에서 가장 행복한 이별을 준비하는데…

## 출연
- 케이트 허드슨
- 가엘 가르시아 베르날
- 캐시 베이츠
- 루시 펀치
- 로머니 맬코
- 로즈마리 디윗
- 우피 골드버그
- 트리트 윌리엄스
- 스티븐 웨버
- 피터 딩클리지
- 앨런 데일
- 요한 우르브
- 재클린 플레밍

## 기타 제작진
- 공동 제작: 이언 워터마이어, 그렌 웰스
- 배역: 니콜 애벌레라, 진 매카시
- 미술: 스튜어트 워츨
- 세트: 헬렌 브리튼
- 의상: 앤 로스
- 시각 효과: 대니 김